# Antti Herlin
Antti Juhani Herlin, född 14 november 1956 i Kyrkslätt, är en finländsk industriman och Finlands förste miljardär. Han är son till grundaren av det finska hiss- och rulltrappeföretaget Kone Oyj, Pekka Herlin. 
Herlin blev 1991 medlem av styrelsen för Kone Oyj samt dess ordförande efter faderns död 2003 och var koncernchef 1996–2006. Han är, enligt Forbes lista år 2018, den 544:e rikaste mannen i världen och hade 2018 cirka 2,4 miljarder dollar. Han blev ekonomie hedersdoktor vid Helsingfors handelshögskola 2006.

## Utmärkelser
- Vita stjärnans orden, tredje klass,  12 mars 2007[2]
- Kommendörstecknet av Finlands Vita Ros’ orden,  6 december 2007[3]
- Militärens förtjänstmedalj,  4 juni 2009[4]
- Storkorset av Finlands Lejons orden,  6 december 2014[3]

[Redigera Wikidata]